# Carlo re d'Allemagna
Carlo re d'Allemagna est un dramma per musica en trois actes du compositeur italien Alessandro Scarlatti sur un livret de Giuseppe Papis, d'après Francesco Silvani, créé au Teatro San Bartolomeo de Naples le 26 janvier 1716. Il s'agit du 79e opéra du compositeur sur les 114 composés.
Le livret de Silvani a déjà été mis en musique par Benedetto Vinaccesi à Venise en 1698, sous le titre L’innocenza giustificata et une autre mise en musique par Giuseppe Maria Orlandini à Ferrare en 1712, mais sous le titre de L’innocenza difesa et redonnée à Bologne et Parme en 1713 et 1714, peu avant l'opéra de Scarlatti. Giuseppe Papis ajoute au drame de Silvani, des rôles comiques (Amilla et Bleso), contraste très apprécié à Naples, absent du livret original de Silvani, qui jouent le rôle d’intermezzi à la fin des actes.
Le titre fait référence à Charles le Chauve et Giuditta est Judith de Bavière.

## Rôles
- Lotario, empereur germanique lors de la création incarné par Senesino
- Giuditta, impératrice douairière (rôle principal, mais muet) lors de la création incarnée par Margherita Durastanti
- Adalgiso, le fils lors de la création : Pietro Casati
- Gildippe, la fille lors de la création : Agata Landi
- Berardo, chevalier de la cour
- Asprando, traître de la cour
- Amilla, femme de chambre de Giuditta
- Bleso, valet de Lotario

## Argument
Lotario complote contre son demi-frère Carlo et sa belle-mère Giuditta, pour accéder au trône qu'il convoite.

## Enregistrements
- Carlo re d'Allemagna - Romina Basso, contralto (Lotario) ; Roberta Invernizzi, soprano (Giuditta) ; Marina de Liso, mezzo-soprano (Gildippe) ; Marianne Beate Kielland, mezzo-soprano (Adalgiso) ; Carlo Allemano, ténor (Berardo) ; Josè Maria Lo Monaco, mezzo-soprano (Asprando) ; Damiana Pinti, alto (Armilla) ; Roberto Abbondanza, basse (Bleso) ; Orchestre symphonique de Stavanger, dir./violon Fabio Biondi (30 novembre-4 décembre 2009, 3CD Agogique AGO015)[2],[3] (OCLC 1040849067) — L'enregistrement fait l'impasse sur onze sur la totalité des 46 arias de l'opéra.

Sinfonia et arias
- « Del ciel sui giri » (Lotario), dans Arias pour Senesino - Andreas Scholl ; Accademia Bizantina, dir. Ottavio Dantone (25-26/28-30 juin 2004, Decca 475 6569)
- « Sinfonia avanti l'opera » ; « Quel cor ch'un regio serto » ; « Il mio cor costante e fido » ; « Aure voi che susurrando », dans Arie et sinfonie - Daniela Barcellona, contralto. Concerto de’ Cavalieri, dir. Marcello Di Lisa (23 au 24 août 2010, Deutsche Harmonia Mundi 88697842162) (OCLC 801798608)